# 8856 Селаструс
8856 Селаструс (8856 Celastrus) — астероїд головного поясу, відкритий 6 червня 1991 року.
Тіссеранів параметр щодо Юпітера — 3,553.